# 陶格夫匹爾斯區
陶格夫匹爾斯區是拉脫維亞東南部的一個已废置的區份。面積2,525.5平方公里。人口39,851人。区府陶格夫匹爾斯（为独立的共和国城市，不在本区范围内）。下分2市1鎮20村。
拉脫維亞於2009年撤销了所有的区份，并改制为市镇。